# Tameshi-wari
Tameshi-wari (jap. 試し割り tameshi-wari, także shiwari) - "test rozbijania", w japońskich (i nie tylko) sztukach walki (zwłaszcza w karate), pokaz możliwości technicznych zawodnika, polegający na łamaniu i rozbijaniu różnymi częściami ciała (kantem dłoni, pięścią, przedramieniem, łokciem, golenią, głową, stopą, kantem stopy, piętą, i czasami kolanem) twardych przedmiotów (najczęściej desek, dachówek, cegieł, a czasami także kamieni i brył lodu).

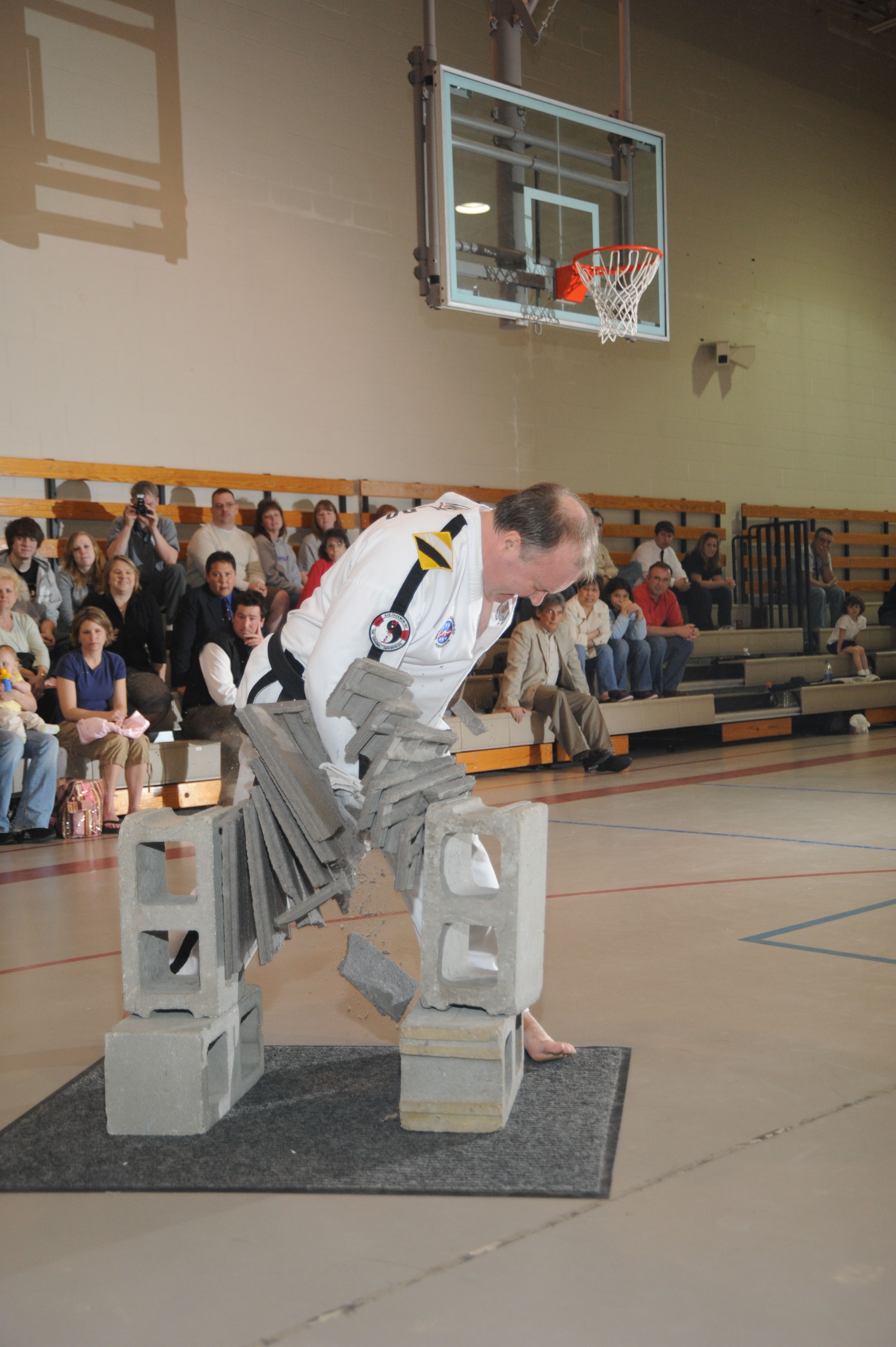
tameshi-wari

Wbrew powszechnym opiniom tameshi-wari nie jest częścią normalnych treningów. Na treningach ćwiczy się techniki wykorzystywane w walce. Następnie np. dopiero podczas pokazów mających na celu promowanie danej sztuki walki wykorzystuje się poznane techniki jako tameshi-wari.
W niektórych stylach karate (np. w kyokushin) test tameshi-wari występuje także podczas zawodów. Jeśli po wyrównanej walce z dogrywką nie zostanie wyłoniony zwycięzca, to o wygranej decyduje różnica wagi (jeśli jest większa niż 10 kg), jeśli natomiast różnica wagi wynosi mniej niż 10 kg, to o wygranej decyduje liczba złamanych desek podczas testu tameshi-wari. W różnych organizacjach i stylach karate różnica wag przeciwników może być inna.
Obecnie coraz częściej stosuje się na zawodach specjalne deski do testu tameshi-wari, wielokrotnego użytku. Są to 2 kawałki twardego tworzywa sztucznego, połączone specjalnym zatrzaskiem. Po uderzeniu z odpowiednią siłą zatrzask się rozłącza. Później można te części ponownie połączyć.
Rekord Guinnessa w ilości złamanych desek, należy do Masutatsu Ōyama, który ustanowił go w latach 50. XX wieku.